# Seyl Naz̧ar
Seyl Naz̧ar (persiska: سیل نظر) är en ort i Iran.   Den ligger i provinsen Lorestan, i den västra delen av landet, 400 km sydväst om huvudstaden Teheran. Seyl Naz̧ar ligger 1 705 meter över havet och antalet invånare är 113.
Terrängen runt Seyl Naz̧ar är huvudsakligen kuperad, men västerut är den bergig.Runt Seyl Naz̧ar är det ganska tätbefolkat, med 72 invånare per kvadratkilometer. Närmaste större samhälle är Chaghalvandī, 3,3 km norr om Seyl Naz̧ar. Omgivningarna runt Seyl Naz̧ar är i huvudsak ett öppet busklandskap.